# Acanthochelys spixii
Acanthochelys spixii é uma espécie popularmente chamada de “cágado-negro” (por conta de sua coloração que varia de cinza-escura a negra) e de “cágado-de-espinhos” (em consequência de estruturas tuberculares pontiagudas alongadas que recobrem seu pescoço).

## Etimologia
O nome genérico Acanthochelys tem origem grega e pode ser traduzido como “tartaruga com espinhos", fazendo referência aos tubérculos pontiagudos no pescoço dos indivíduos. Já o nome nome específico spixii é uma homenagem a Johann Baptist von Spix, naturalista alemão que promoveu expedições ao Brasil entre os anos de 1817 a 1820.

## Taxonomia e Sistemática
A espécie foi descrita pela primeira vez no ano de 1824 por Spix, como Emys depressa. Contudo, este nome já havia sido adotado para outra espécie de cágado, descrita por Blasius Merrem. Em 1830, o naturalista francês Georges Cuvier descreveu a espécie com o nome Emys aspera, mas sua descrição ficou esquecida e este nome é hoje desconsiderado pelos zoólogos. Em 1835, naturalistas franceses André Marie Constant Duméril e seu assistente Gabriel Bibron descreveram Platemys spixii, a partir de um exemplar coletado no Brasil pelo também francês Auguste de Saint-Hilaire.
Após sua descrição original, Platemys spixii passou por mudanças taxonômicas, tendo sido renomeada Hydraspis spixii e até mesmo sendo considerada uma subespécie, Platemys radiolata spixii . Mais recentemente, foi mostrado que o gênero Platemys é monotípico, ou seja, possui uma única espécie, Platemys platycephala, tendo as demais sido agrupadas no gênero Acanthochelys, com base em diferenças morfológicas e genéticas.

## Morfologia
Espécie de porte médio (a comprimento da carapaça), sem dimorfismo sexual aparente (ou seja, machos e fêmeas têm tamanho semelhante). Na região do pescoço possui tubérculos pontiagudos e alongados. O formato da carapaça é achatado e elíptico; entre o 1° escudo vertebral até a porção anterior entre o 5° escudo vertebral, apresenta um sulco superficial dorsal. Em indivíduos adultos, o 1º e o 5º escudo vertebral têm maior largura do que comprimento, sendo o 1º escudo vertebral mais largo que os demais. Do 2º ao 4º escudo vertebral o comprimento e largura são iguais, por vezes, mais compridos do que largos.
Os indivíduos jovens não possuem o sulco superficial dorsal mediano, com a possibilidade de terem uma quilha medial baixa. A carapaça nos adultos é cinza-escura ou preta, ocasionalmente amarela na base das pleurais, provavelmente de origem pedomórfica, já que os neonatos têm manchas amarelas, alaranjadas ou vermelhas no plastrão. A cauda é relativamente curta e todas as partes macias do corpo são verde oliváceo a cinza. Machos com plastrão côncavo e fêmeas com plastrão plano.

## Distribuição geográfica
A presença da espécie foi registrada desde a Argentina, passando pelo Uruguai e no Brasil, sendo que neste país possui uma ampla distribuição, ocorrendo nas bacias dos rios São Francisco, Paraguai, Paraná e na região hidrográfica do Atlântico Sul, no Rio Grande do Sul, além de também ocorrerem no cerrado brasileiro.

## Comportamento

### Hábitat
Acanthochelys spixii pode ser encontrada em cursos hídricos lênticos, ou seja, em nos quais a água não está em constante movimentação, como lagos, lagoas e pântanos. Está presente em charcos permanentes ou estacionais e semipermanentes, cursos de água temporários, em regiões de extração de areia dos rios (cavas). De outra forma, em regiões urbanas e industriais constatou-se a existência de populações em riachos, sugerindo que estão sob forte pressão antrópica mas também podem estar adaptados a ambientes altamente modificados. Também foi observado o deslocamento de um ambiente aquático efêmero para o outro durante a noite. A locomoção terrestre foi percebida em espécimes criados em cativeiro permaneciam durante o dia sob a incidência direta do sol. A mudança de hábitat em ambientes efêmeros parece estar relacionada à disponibilidade de alimento, o que proporciona um melhor crescimento e a reprodução.

### Alimentação
Os indivíduos de A. spixii são animais oportunistas, possuindo uma dieta predominantemente carnívora. Utilizam sucção na alimentação, e entre alguns componentes de sua dieta estão: ninfas de Odonata, larvas aquáticas de insetos, ninfas de Aeshinidae, Hemiptera, Diptera e até mesmo anuros adultos.

### Reprodução
Acasalamento: Estende-se de novembro a janeiro.  Ocorre sempre dentro d’água, com temperatura entre 20º e 27ºC. O macho aproxima-se da fêmea por trás, aproximando suas narinas da região cloacal. Caso a fêmea não se afaste, o macho monta-a de imediato. Na pré-cópula, o macho – com as garras das quatro patas – segura os escudos marginais da carapaça da fêmea. Na cópula, o macho posiciona-se sobre a fêmea, mantendo oas patas posteriores sob a face ventral de seus escudos marginais posteriores.
Nidificação: A espécie é caracterizada por desovar durante a noite nidificando a cerca de 10metros dos corpos d’água em áreas abertas com vegetação rasteira. O período de nidificação ocorre de fevereiro a maio. A fêmea procura na areia um local para fazer seu ninho, usando o olfato para guiá-la ao melhor lugar. Durante a abertura da cova, a fêmea usa os membros posteriores alternadamente. Os ninhos de A. spiixi apresentam um “pescoço” e uma câmara de incubação, com profundidade média de 7 cm. Após a postura dos ovos, a fêmea volta imediatamente para a água. Os números de ovos por ninho variam de apenas 1 a 4. Possuem cor branca, casca calcárea e lisa, com aproximadamente 9g e 2,7 cm.

## Conservação
Acanthochelys spixii é uma espécie difícil de ser encontrada, portanto rara. As áreas de reprodução da espécie no Rio Grande do Sul estão altamente impactadas pelo cultivo de arroz. Também há relatos de filhotes que são traficados e utilizados como animais de estimação no Rio Grande do Sul, pois possuem coloração atrativa. Ainda assim, seu estado de conservação é considerado pouco preocupante no Brasil, segundo a edição de 2018 do Livro Vermelho da Fauna Brasileira Ameaçada de Extinção. Em nível global a espécie é considerada quase ameaçada, mas trata-se de uma avaliação realizada em 1996 e ainda não atualizada.